# 1000 Millas de Sebring

Sebring International Raceway.

Las 1000 Millas de Sebring es una carrera de resistencia que se realiza en el Sebring International Raceway, en el sitio de la antigua base aérea de Hendricks Army Airfield en la Segunda Guerra Mundial, en Sebring, Florida. Fue creado para el Campeonato Mundial de Resistencia de la FIA y se llevó a cabo por primera vez el 15 de marzo de 2019 como la sexta ronda de la temporada 2018-19 del Campeonato Mundial de Resistencia de la FIA.

## Historia
La FIA/ACO anunciaron un calendario provisional el 1 de septiembre de 2017 que cambió el calendario del Campeonato Mundial de Resistencia de la FIA a un diseño de primavera a otoño con el gran evento de las 24 Horas de Le Mans celebrado en medio del campeonato, e incluyendo dos series de Le Mans. Esta «súper temporada» de ocho carreras abarcó más de un año en lugar de los ocho meses habituales. El cambio permitió que la siguiente temporada 2019-20 volviera a ser más corta, comenzando en otoño y concluyendo en Le Mans en verano. El calendario provisional vio una serie de cambios, con varias carreras eliminadas, pero incluyó un regreso a Sebring por primera vez desde 2012. En el calendario provisional publicado, la carrera originalmente se planeó como una segunda carrera de 12 horas después de las 12 Horas de Sebring en el mismo fin de semana y comenzaría a la medianoche después de la conclusión de las 12 Horas de Sebring. El 21 de septiembre de 2017, la carrera se conoció como las 1500 millas de Sebring, para evitar confusiones entre los 2 eventos, en la reunión del Consejo Mundial de la FIA sobre el deporte del motor en París. El 4 de abril de 2018, se anunció que la carrera se acortaría a 1000 millas, tendría un límite de tiempo de 8 horas y se llevaría a cabo el 15 de marzo, antes del inicio de las 12 Horas de Sebring, en lugar de después de la carrera. También se construiría un nuevo pit lane para la carrera.

## Ganadores
| Año  | Pilotos                                          | Automóvil                              | Escudería                              | Campeonato                                  |
| ---- | ------------------------------------------------ | -------------------------------------- | -------------------------------------- | ------------------------------------------- |
| 2019 | Fernando Alonso Kazuki Nakajima Sébastien Buemi  | Toyota TS050 Hybrid                    | Toyota Gazoo Racing                    | Campeonato Mundial de Resistencia de la FIA |
| 2020 | Cancelada por la pandemia de COVID-19.           | Cancelada por la pandemia de COVID-19. | Cancelada por la pandemia de COVID-19. | Campeonato Mundial de Resistencia de la FIA |
| 2021 | Cancelada por la pandemia de COVID-19.           | Cancelada por la pandemia de COVID-19. | Cancelada por la pandemia de COVID-19. | Campeonato Mundial de Resistencia de la FIA |
| 2022 | André Negrão Nicolas Lapierre Matthieu Vaxivière | Alpine A480                            | Alpine Elf Team                        | Campeonato Mundial de Resistencia de la FIA |
| 2023 | Mike Conway Kamui Kobayashi José María López     | Toyota GR010 Hybrid                    | Toyota Gazoo Racing                    | Campeonato Mundial de Resistencia de la FIA |

## Estadísticas

### Constructores con más títulos
| Núm. | Constructor | Victorias | Años       |
| ---- | ----------- | --------- | ---------- |
| 1    | Toyota      | 2         | 2019, 2023 |
| 2    | Alpine      | 1         | 2022       |